# 衛星基幹放送局
衛星基幹放送局（えいせいきかんほうそうきょく）は、無線局の種別の一つである。基幹放送局の一種でもある。

## 定義
総務省令電波法施行規則第4条第1項第20号の11に衛星基幹放送局を「衛星基幹放送（放送法第2条第13号の衛星基幹放送をいう。）を行う基幹放送局（衛星基幹放送試験局を除く。）と定義している。

## 開設の基準
総務省令基幹放送局の開設の根本的基準第3条の2による。
衛星基幹放送（中略）を行う基幹放送局は、前条第1項第1号及び第2号の条件を満たす（中略）ものでなければならない。 
この前条第1項第1号及び第2号とは、次のとおりである。
1　その局の免許を受けようとする者（以下「申請者」という。）が確実にその事業の計画を実施することができること。
2　申請者が設立中の法人であるときは、当該法人の設立が確実であると認められるものであること。

## 概要
従前の種別の放送衛星局に相当する。
衛星基幹放送の基幹放送局提供事業者に対して、つまり、東経110度CS放送を行うスカパーJSATおよび放送衛星システムに対して免許されている。

## 免許
種別コードは、EV。免許の有効期間は5年。但し、当初に限り有効期限は5年以内の一定の10月31日となる。（沿革を参照）
また、臨時目的放送を専ら行うものは、当該放送の目的を達成するために必要な期間である。
無線局免許状の備付け
電波法施行規則第38条第1項により無線局免許状は無線局に備え付けるものとされるが、第38条の3第1項に基づく告示により、人工衛星に搭載されるものは「無線従事者の常駐する場所のうち主なもの」に備え付ければよい。

### 旧技術基準の機器の免許
無線設備規則のスプリアス発射等の強度の許容値に関する技術基準改正

により、旧技術基準に基づく無線設備が免許されるのは「平成29年11月30日」まで
、
使用は「平成34年11月30日」まで

とされた。
但し、宇宙局の無線設備は設置し続ける限り再免許可能であり、衛星基幹放送局も設置し続ける限り再免許可能である、
対象となるのは、
- 「平成17年11月30日」[6]までに製造された機器
- 経過措置として、旧技術基準により「平成19年11月30日」までに製造された機器[7]

である。
新規免許は「平成29年12月1日」以降はできないが、使用期限はコロナ禍により「当分の間」延期された。
但し、衛星基幹放送局は設置し続ける限り再免許可能であることは変わらない。
詳細は無線局#旧技術基準の機器の使用を参照。

## 運用
電波法第16条第1項ただし書および電波法施行規則第10条の2第1号により、運用開始の届出を要する。
無線局運用規則第2条の2に、「衛星基幹放送局（中略）には、地上基幹放送局に関するこの規則の規定を適用する。 」とあり、第5章 地上基幹放送局及び地上一般放送局の運用にそって地上基幹放送局と同様に運用する。

## 操作
原則として第二級陸上無線技術士以上の、空中線電力2kWを超えるテレビジョン基幹放送局は第一級陸上無線技術士の無線従事者による管理（常駐するという意味ではない。）を要する。
これは衛星基幹放送局を「通信の相手方」とする放送事業用地球局の管理に適用される。
無線従事者が不要となるのは電波法施行規則第33条に「簡易な操作」として規定されている次の操作に限られる。
- 第8号　その他に別に告示するものを規定する告示[10]
  - 第3項第1号(9)に規定する音声混合器又は映像混合器の操作

## 検査
- 落成検査は、登録検査等事業者等による点検ができ、この結果に基づき一部省略することができる。
- 定期検査は、電波法施行規則別表第5号第27号により周期は1年。登録検査等事業者等による点検ができ、この結果に基づき一部省略することができる。
- 変更検査は、落成検査と同様である。

## 沿革
1980年（昭和55年）- 放送衛星局が「一般公衆によつて直接受信されるための無線電話、テレビジヨン又はフアクシミリによる無線通信業務を行う人工衛星局（放送試験衛星局を除く。）」 と定義され、免許の有効期間は3年、運用開始の届出を要するとされた。

引用の促音、拗音の表記は原文ママ
1983年（昭和58年）- 音声混合器又は映像混合器の操作に無線従事者は不要に

1988年（昭和63年）- 免許の有効期間が5年に

- 以後5年毎の10月31日に満了するように免許される。施行日の時点で免許されていた局の有効期限は経過措置により従前のまま。

1990年（平成2年）- 音声混合器又は映像混合器の操作に無線従事者を不要とする規定は告示に規定するものに

1993年（平成5年）- 電波利用料制度化、料額の変遷は下表参照
2000年（平成12年）- 運用開始の届出が不要に

2011年（平成23年）- 放送衛星局が衛星基幹放送局と改称し定義も変更、運用開始の届出が必要に

| 放送衛星局 | 放送衛星局   | 放送衛星局   | 放送衛星局   | 放送衛星局   | 放送衛星局   | 放送衛星局   |
| 年度 | 昭和55年度末 | 昭和56年度末 | 昭和57年度末 | 昭和58年度末 | 昭和59年度末 | 昭和60年度末 |
| --- | ------------ | ------------ | ------------ | ------------ | ------------ | ------------ |
| 局数 | －           | －           | －           | －           | －           | －           |
| 年度 | 昭和61年度末 | 昭和62年度末 | 昭和63年度末 | 平成元年度末 | 平成2年度末  | 平成3年度末  |
| 局数 | －           | －           | －           | 4            | 7            | 8            |
| 年度 | 平成4年度末  | 平成5年度末  | 平成6年度末  | 平成7年度末  | 平成8年度末  | 平成9年度末  |
| 局数 | 13           | 12           | 13           | 15           | 18           | 19           |
| 年度 | 平成10年度末 | 平成11年度末 | 平成12年度末 | 平成13年度末 | 平成14年度末 | 平成15年度末 |
| 局数 | 17           | 17           | 22           | 27           | 22           | 22           |
| 年度 | 平成16年度末 | 平成17年度末 | 平成18年度末 | 平成19年度末 | 平成20年度末 | 平成21年度末 |
| 局数 | 21           | 21           | 24           | 20           | 19           | 19           |
| 年度 | 平成22年度末 |              |              |              |              |              |
| 局数 | 19           |              |              |              |              |              |
| 衛星基幹放送局 |              |              |              |              |              |              |
| 年度 | 平成23年度末 | 平成24年度末 | 平成25年度末 | 平成26年度末 | 平成27年度末 | 平成28年度末 |
| 局数 | 15           | 15           | 15           | 14           | 14           | 17           |
| 年度 | 平成29年度末 | 平成30年度末 | 令和元年度末 | 令和2年度末  | 令和3年度末  | 令和4年度末  |
| 局数 | 11           | 13           | 13           | 13           | 13           | 13           |
| 総務省情報通信統計データベース - 通信白書（昭和55年版から昭和63年版） - 地域・局種別無線局数（平成元年度から平成12年度） - 用途別無線局数（平成13年度以降） による。 |              |              |              |              |              |              |

電波利用料額
電波法別表第6第3項の「人工衛星の無線局」が適用される。
| 1993年（平成5年） 4月               | 29,600円            | 29,600円             | 29,600円      |                                    |
| 1997年（平成9年） 10月              | 29,600円            | 29,600円             | 29,600円      |                                    |
| 2006年（平成18年） 4月              | 3GHz以下            | 幅3MHz以下           | 2,451,400円   | 周波数と周波数幅により細分         |
| 2006年（平成18年） 4月              | 3GHz以下            | 幅3MHz超             | 89,467,500円  | 周波数と周波数幅により細分         |
| 2006年（平成18年） 4月              | 3GHz超 6GHz以下     | 幅3MHz以下           | 186,800円     | 周波数と周波数幅により細分         |
| 2006年（平成18年） 4月              | 3GHz超 6GHz以下     | 幅3MHz超200MHz以下   | 11,887,500円  | 周波数と周波数幅により細分         |
| 2006年（平成18年） 4月              | 3GHz超 6GHz以下     | 幅200MHz超500MHz以下 | 61,429,600円  | 周波数と周波数幅により細分         |
| 2006年（平成18年） 4月              | 3GHz超 6GHz以下     | 幅500MHz超           | 177,601,800円 | 周波数と周波数幅により細分         |
| 2006年（平成18年） 4月              | 6GHz超              | 6GHz超               | 186,800円     | 周波数と周波数幅により細分         |
| 2008年（平成20年） 10月             | 3GHz以下            | 幅3MHz以下           | 2,789,300円   | 周波数と周波数幅により細分         |
| 2008年（平成20年） 10月             | 3GHz以下            | 幅3MHz超             | 124,359,300円 | 周波数と周波数幅により細分         |
| 2008年（平成20年） 10月             | 3GHz超 6GHz以下     | 幅3MHz以下           | 110,200円     | 周波数と周波数幅により細分         |
| 2008年（平成20年） 10月             | 3GHz超 6GHz以下     | 幅3MHz超200MHz以下   | 26,899,000円  | 周波数と周波数幅により細分         |
| 2008年（平成20年） 10月             | 3GHz超 6GHz以下     | 幅200MHz超500MHz以下 | 81,188,300円  | 周波数と周波数幅により細分         |
| 2008年（平成20年） 10月             | 3GHz超 6GHz以下     | 幅500MHz超           | 182,366,500円 | 周波数と周波数幅により細分         |
| 2008年（平成20年） 10月             | 6GHz超              | 6GHz超               | 110,200円     | 周波数と周波数幅により細分         |
| 2011年（平成23年） 10月             | 3GHz以下            | 幅3MHz以下           | 2,911,300円   | 周波数と周波数幅により細分         |
| 2011年（平成23年） 10月             | 3GHz以下            | 幅3MHz超             | 130,167,700円 | 周波数と周波数幅により細分         |
| 2011年（平成23年） 10月             | 3GHz超 6GHz以下     | 幅3MHz以下           | 132,200円     | 周波数と周波数幅により細分         |
| 2011年（平成23年） 10月             | 3GHz超 6GHz以下     | 幅3MHz超200MHz以下   | 32,278,800円  | 周波数と周波数幅により細分         |
| 2011年（平成23年） 10月             | 3GHz超 6GHz以下     | 幅200MHz超500MHz以下 | 97,425,900円  | 周波数と周波数幅により細分         |
| 2011年（平成23年） 10月             | 3GHz超 6GHz以下     | 幅500MHz超           | 218,839,800円 | 周波数と周波数幅により細分         |
| 2011年（平成23年） 10月             | 6GHz超              | 6GHz超               | 132,200円     | 周波数と周波数幅により細分         |
| 2014年（平成26年） 10月             | 3GHz以下            | 幅3MHz以下           | 3,493,500円   | 周波数と周波数幅により細分         |
| 2014年（平成26年） 10月             | 3GHz以下            | 幅3MHz超             | 156,201,200円 | 周波数と周波数幅により細分         |
| 2014年（平成26年） 10月             | 3GHz超 6GHz以下     | 幅3MHz以下           | 158,600円     | 周波数と周波数幅により細分         |
| 2014年（平成26年） 10月             | 3GHz超 6GHz以下     | 幅3MHz超200MHz以下   | 38,734,500円  | 周波数と周波数幅により細分         |
| 2014年（平成26年） 10月             | 3GHz超 6GHz以下     | 幅200MHz超500MHz以下 | 116,911,00円  | 周波数と周波数幅により細分         |
| 2014年（平成26年） 10月             | 3GHz超 6GHz以下     | 幅500MHz超           | 262,607,700円 | 周波数と周波数幅により細分         |
| 2014年（平成26年） 10月             | 6GHz超              | 6GHz超               | 158,600円     | 周波数と周波数幅により細分         |
| 2017年（平成29年） 10月             | 3GHz以下            | 幅3MHz以下           | 4,192,200円   | 周波数と周波数幅により細分         |
| 2017年（平成29年） 10月             | 3GHz以下            | 幅3MHz超             | 187,441,400円 | 周波数と周波数幅により細分         |
| 2017年（平成29年） 10月             | 3GHz超 6GHz以下     | 幅3MHz以下           | 190,300円     | 周波数と周波数幅により細分         |
| 2017年（平成29年） 10月             | 3GHz超 6GHz以下     | 幅3MHz超200MHz以下   | 46,481,400円  | 周波数と周波数幅により細分         |
| 2017年（平成29年） 10月             | 3GHz超 6GHz以下     | 幅200MHz超500MHz以下 | 140,293,200円 | 周波数と周波数幅により細分         |
| 2017年（平成29年） 10月             | 3GHz超 6GHz以下     | 幅500MHz超           | 315,129,200円 | 周波数と周波数幅により細分         |
| 2017年（平成29年） 10月             | 6GHz超              | 6GHz超               | 190,300円     | 周波数と周波数幅により細分         |
| 2019年（令和元年） 10月             | 470MHz以下          | 470MHz以下           | 6,288,300円   | 衛星コンステレーションとは関係ない |
| 2019年（令和元年） 10月             | 470MHz超 3.6GHz以下 | 幅3MHz以下           | 6,288,300円   | 衛星コンステレーションとは関係ない |
| 2019年（令和元年） 10月             | 470MHz超 3.6GHz以下 | 幅3MHz超             | 249,554,500円 | 衛星コンステレーションとは関係ない |
| 2019年（令和元年） 10月             | 3.6GHz超 6GHz以下   | 幅3MHz以下           | 285,400円     | 衛星コンステレーションとは関係ない |
| 2019年（令和元年） 10月             | 3.6GHz超 6GHz以下   | 幅3MHz超200MHz以下   | 35,287,200円  | 衛星コンステレーションとは関係ない |
| 2019年（令和元年） 10月             | 3.6GHz超 6GHz以下   | 幅200MHz超500MHz以下 | 187,439,800円 | 衛星コンステレーションとは関係ない |
| 2019年（令和元年） 10月             | 3.6GHz超 6GHz以下   | 幅500MHz超           | 267,768,200円 | 衛星コンステレーションとは関係ない |
| 2019年（令和元年） 10月             | 6GHz超              | 6GHz超               | 285,400円     | 衛星コンステレーションとは関係ない |
| 2022年（令和4年） 10月              | 470MHz以下          | 470MHz以下           | 5,700円       | 衛星コンステレーションとは関係ない |
| 2022年（令和4年） 10月              | 470MHz超 3.6GHz以下 | 幅3MHz以下           | 754,500円     | 衛星コンステレーションとは関係ない |
| 2022年（令和4年） 10月              | 470MHz超 3.6GHz以下 | 幅3MHz超             | 299,465,400円 | 衛星コンステレーションとは関係ない |
| 2022年（令和4年） 10月              | 3.6GHz超 6GHz以下   | 幅3MHz以下           | 342,400円     | 衛星コンステレーションとは関係ない |
| 2022年（令和4年） 10月              | 3.6GHz超 6GHz以下   | 幅3MHz超200MHz以下   | 42,344,600円  | 衛星コンステレーションとは関係ない |
| 2022年（令和4年） 10月              | 3.6GHz超 6GHz以下   | 幅200MHz超500MHz以下 | 224,927,700円 | 衛星コンステレーションとは関係ない |
| 2022年（令和4年） 10月              | 3.6GHz超 6GHz以下   | 幅500MHz超           | 321,321,800円 | 衛星コンステレーションとは関係ない |
| 2022年（令和4年） 10月              | 6GHz超              | 6GHz超               | 5,700円       | 衛星コンステレーションとは関係ない |
| 注 料額は減免措置を考慮していない。 |                     |                      |               |                                    |